# Daniel Bennassar Nilsson
Daniel Alexander Bennassar Nilsson, född 2 januari 1992, är en svensk före detta fotbollsspelare och senare tränare.

## Karriär
Bennassar Nilssons moderklubb är Högaborgs BK. 2009 flyttade han till Mallorca, där han spelade för klubben UD Poblense. Inför säsongen 2014 återvände han till Högaborgs BK.
I december 2014 värvades Bennassar Nilsson av Syrianska FC. I mars 2017 skrev Bennassar Nilsson på för Ängelholms FF.
I augusti 2017 värvades Bennassar Nilsson av Gais, där han skrev på ett 1,5-årskontrakt. Efter säsongen 2018 lämnade Bennassar Nilsson klubben. I februari 2019 skrev han på för Eskilsminne IF. I december 2019 värvades Bennassar Nilsson av Ängelholms FF.
Inför säsongen 2021 återvände Bennassar Nilsson till moderklubben Högaborgs BK. Inför säsongen 2022 avslutade han spelarkarriären och tog över som huvudtränare i klubben. Bennassar Nilsson ledde Högaborgs BK till serieseger i division 3 2023, men lämnade efter säsongen klubben.